# Dieter Fröhlich
Dieter Fröhlich (* 6. Februar 1958) ist ein Schweizer Unternehmer und Sportfunktionär.

## Unternehmer
Nach einem Studium an der Universität Bern war Fröhlich ab 1985 für das Software-Unternehmen SAP vier Jahre am Standort Biel tätig und baute dann für SAP das Auslandsgeschäft in den Vereinigten Staaten und in Saudi-Arabien auf.
1996 gründete Fröhlich mit einem amerikanischen Partner ein Beratungsunternehmen, das für amerikanische Großunternehmen SAP-Systeme entwickelte und unterhielt.

## Sportfunktionär
Dieter Fröhlich war jahrelang in verschiedenen Positionen  für den Fussballclub FC St. Gallen tätig, erst in der Geschäftsleitung und von 2004 bis 2008 als Präsident des Vereins. Fröhlich war auch Vizepräsident der Betriebs AG Stadion St. Gallen, Eigentümergesellschaft der AFG Arena.
Außerdem war er Mitgründer der Fussball-Nachwuchsakademie Ostschweiz.

## Privat
Fröhlich ist Vater von drei Kindern, wohnt in St. Gallen und gibt Lesen und Sport als Hobbys an. Für die FDP.Die Liberalen kandidierte er im Februar 2016 erfolglos für den Kantonsrat St. Gallen.